# Rhipidia (Rhipidia) invaripennis invaripennis
Rhipidia (Rhipidia) invaripennis invaripennis is een ondersoort van de tweevleugelige Rhipidia (Rhipidia) invaripennis uit de familie steltmuggen (Limoniidae). De ondersoort komt voor in het Neotropisch gebied.